# Araneus galero
Araneus galero är en spindelart som beskrevs av Levi 1991. Araneus galero ingår i släktet Araneus och familjen hjulspindlar. Inga underarter finns listade i Catalogue of Life.